# Цю Чень
Цю Чень (11 червня 1963) — китайська баскетболістка.
Учасниця Олімпійських Ігор 1984 року.